# E3 Harelbeke 1979
De E3 Harelbeke 1979 is de 22e editie van de wielerklassieker E3 Harelbeke en werd verreden op 24 maart 1979. Jan Raas kwam na 226 kilometer als winnaar over de streep. De gemiddelde uursnelheid van de winnaar was 38,97 km/u.

## Uitslag
| Rang | Naam              | Tijd   |
| ---- | ----------------- | ------ |
| 1    | Jan Raas          | 5u48'  |
| 2    | Frank Hoste       | +2"    |
| 3    | Michel Pollentier | z.t.   |
| 4    | Dietrich Thurau   | +1'57" |
| 5    | Henk Lubberding   | z.t.   |
| 6    | Marc Renier       | +4'13" |
| 7    | Jan Aling         | z.t.   |
| 8    | Leo Van Thielen   | +4'18" |
| 9    | Eddy Cael         | z.t.   |
| 10   | Dirk Baert        | +5'23" |